# Amazing (George Michael)
Amazing is een nummer van de Britse zanger George Michael. Het nummer werd uitgegeven als derde single van zijn album Patience.  

## Achtergrondinformatie
Het nummer gaat over en is ook opgedragen aan zijn toenmalige partner, Kenny Goss.
De videoclip van het nummer werd geregisseerd door Matthew Rolston, die ook clips maakte voor Beyoncé, Kelis en de Spice Girls. De clip werd opgenomen in Londen in 2003.

## Hitnotering
Het nummer werd een nummer 1-hit in vier landen. In Nederland had het minder succes, de top 10 in de Nederlandse Top 40 werd niet gehaald. Wel werd het zijn eerste hit in Nederland sinds 2002, nadat de tweede single van Patience, "Shoot the Dog", daar geen hitsucces had gehad. In de Verenigde Staten werd het nummer een hit in de "dance chart", zonder succes te behalen in de officiële Billboard Hot 100.
| Amazing in de Nederlandse Top 40 - binnen: 6 maart 2004 | Amazing in de Nederlandse Top 40 - binnen: 6 maart 2004 | Amazing in de Nederlandse Top 40 - binnen: 6 maart 2004 | Amazing in de Nederlandse Top 40 - binnen: 6 maart 2004 | Amazing in de Nederlandse Top 40 - binnen: 6 maart 2004 | Amazing in de Nederlandse Top 40 - binnen: 6 maart 2004 | Amazing in de Nederlandse Top 40 - binnen: 6 maart 2004 |
| Week                                                    | 1                                                       | 2                                                       | 3                                                       | 4                                                       | 5                                                       |                                                         |
| ------------------------------------------------------- | ------------------------------------------------------- | ------------------------------------------------------- | ------------------------------------------------------- | ------------------------------------------------------- | ------------------------------------------------------- | ------------------------------------------------------- |
| Nummer                                                  | 40                                                      | 17                                                      | 15                                                      | 18                                                      | 35                                                      | uit                                                     |

## Tracklist
Cd-single
1. "Amazing" — 4:25
2. "Freeek! '04" — 4:28

Cd maxi
1. "Amazing" (album version) — 4:25
2. "Amazing" (Jack 'n' Rory 7" vocal mix) — 5:56
3. "Amazing" (full intention club mix) — 8:05

12" maxi
1. "Amazing" (album version) — 4:25
2. "Amazing" (Jack 'N' Rory 7" vocal mix) — 5:56
3. "Amazing" (full intention club mix) — 8:05